# William Rothenstein

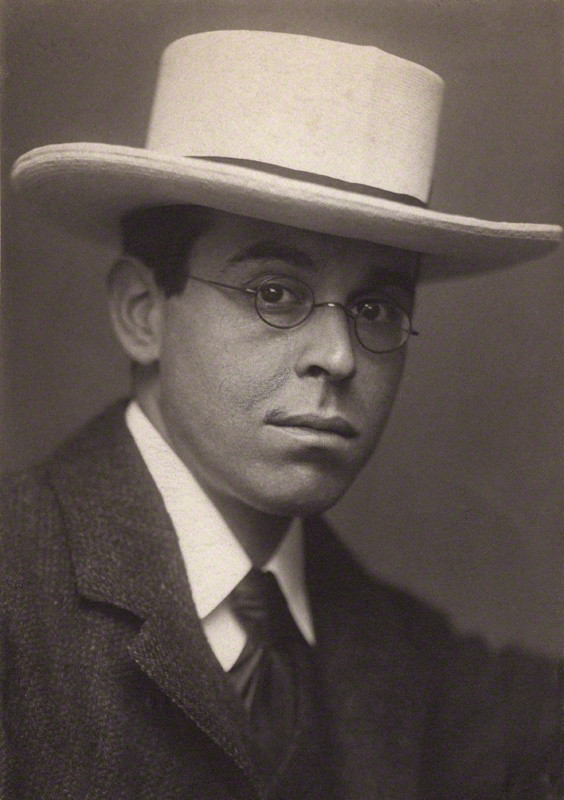
William Rothenstein

Sir William Rothenstein (* 29. Januar 1872 in Bradford; † 14. Februar 1945 in London) war ein englischer Maler, Zeichner und Graphiker.
Rothenstein entstammte einer im Textilhandel wohlhabend gewordenen Familie. Sein Vater Moritz Rothenstein war 1859 aus Hannover nach England eingewandert. William Rothenstein studierte an der Slade School of Art in London, wo Alphonse Legros ihn stark beeinflusste, später dann in Paris an der Académie Julian. In Paris traf er viele bedeutende Maler der Zeit, beeinflusst haben ihn vor allem James McNeill Whistler, Edgar Degas und Henri Fantin-Latour. Er wurde bekannt durch seine Porträtzeichnungen bekannter Zeitgenossen und war im Ersten Weltkrieg offizieller, im Zweiten Weltkrieg inoffizieller Kriegsmaler. Er war Mitglied der International Society of Sculptors, Painters and Gravers und im New English Art Club.

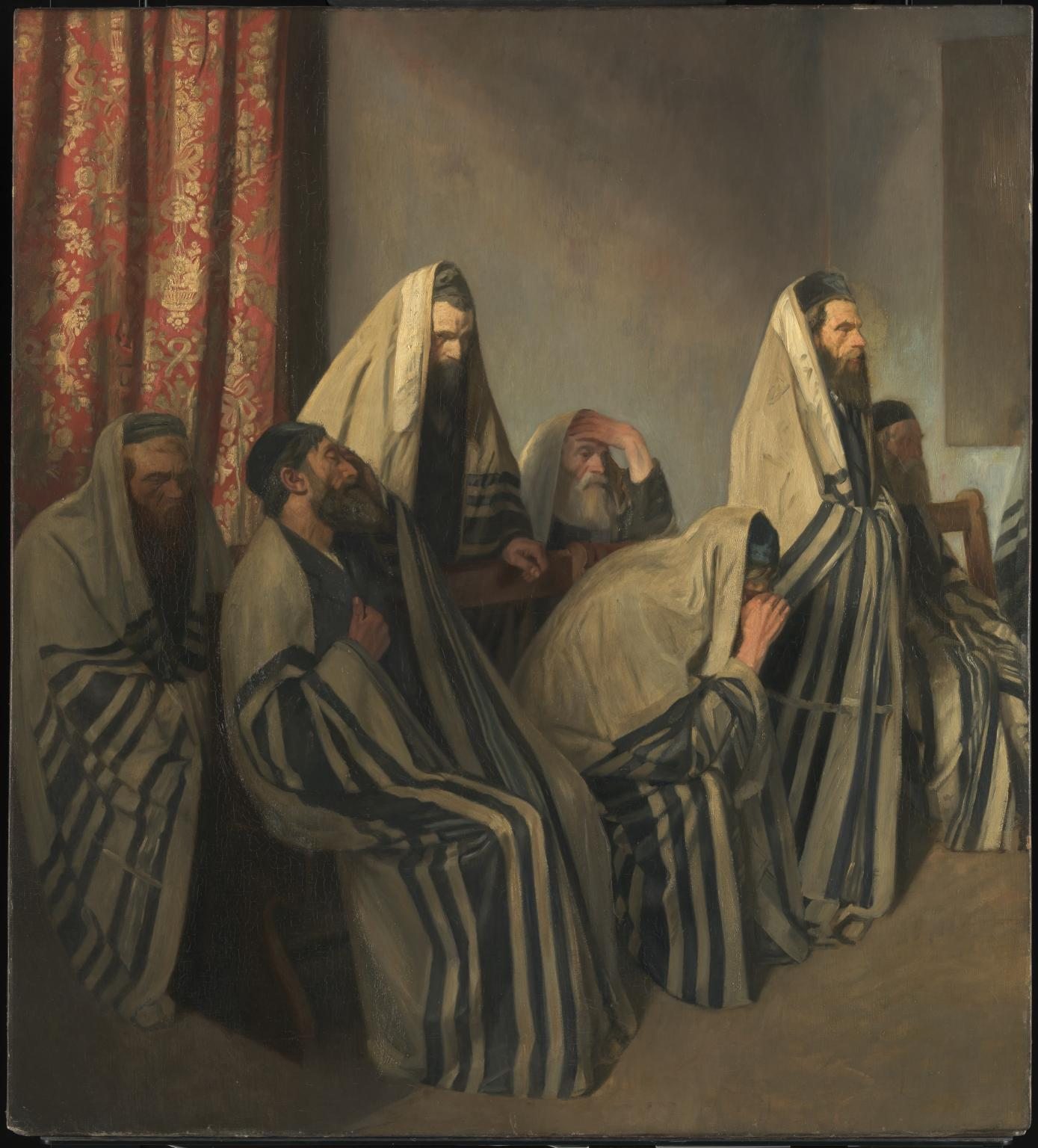
Jews Mourning in a Synagogue (Trauernde Juden in einer Synagoge), 1906. Tate, London.

1906 schenkte sein Bradforder Mitbürger und Förderer Jacob Moser der Tate Gallery sein Gemälde Trauernde Juden, das sich noch heute in deren Bestand befindet. 1894, nach seiner Rückkehr aus Paris, war Rothenstein nach London gezogen, wo er von 1920 bis 1935 das Royal College of Art leitete und Künstler wie Jacob Epstein, Henry Moore und Paul Nash förderte. Er veröffentlichte mehrere Bücher, so English Portraits (1898) und die Autobiographie Men and Memories. 1912 war er der Gastgeber des bengalischen Künstlers Rabindranath Thakur und half diesem bei der Herausgabe eines Gedichtsbandes. 1931 wurde Rothenstein als Knight Bachelor geadelt. Er starb noch vor dem Ende des Zweiten Weltkriegs auf Iles Farm, Far Oakbridge, Stroud, wo er seit über 30 Jahren lebte, nach anderen Quellen in London.
William Rothenstein war der Vater des Kunsthistorikers John Rothenstein, der von 1938 bis 1964 die Tate Gallery leitete.